# Edificio Cubillos
El edificio Cubillos o edificio Andes es un inmueble de oficinas de nueve pisos situado en la avenida Jiménez con carrera Octava, al norte de la localidad de La Candelaria en el centro de Bogotá. Fue diseñado por el arquitecto Alberto Manrique Martín en 1926 y en su momento fue el más alto de la ciudad. En la actualidad alberga la sede del Banco de Occidente.

## Historia
Su construcción representó un desafío para la ingeniería de la época y fue necesario fundir la estructura de cada piso con un ritmo de una planta por semana. Así mismo, el Cubillos fue uno de los primeros edificios en Colombia en recurrir al hormigón armado, que tuvo que ser traído de Estados Unidos. 
El edificio se construyó a orillas del río San Francisco, que aún no había sido canalizado y fluía bajo el actual Eje Ambiental. En sus inicios el inmueble se encontraba en el costado suroccidental del puente Cundinamarca, situado en la carrera Octava entre calles Catorce y Quince.

## Arquitectura
La estructura del edificio Cubillos se organiza alrededor de un patio central, cuya planta baja era ocupada por la sede del Royal Bank of Canada. En efecto, en la entrada por la carrera Octava se encuentra una escultura en altorrelieve con el escudo de esa institución.
La fachada está organizada en tres secciones, de las cuales la primera corresponde al primer nivel, la segunda al cuerpo principal del edificio, y el tercero al penúltimo nivel, en el cual se pensó en construir una cúpula, que finalmente no se hizo. El último piso se agregó posteriormente y no corresponde al estilo del resto de la estructura, que deforma.
Fue para su tiempo un edificio de gran altura, y durante dos décadas fue el más elevado de la capital y de Colombia.

## Galería

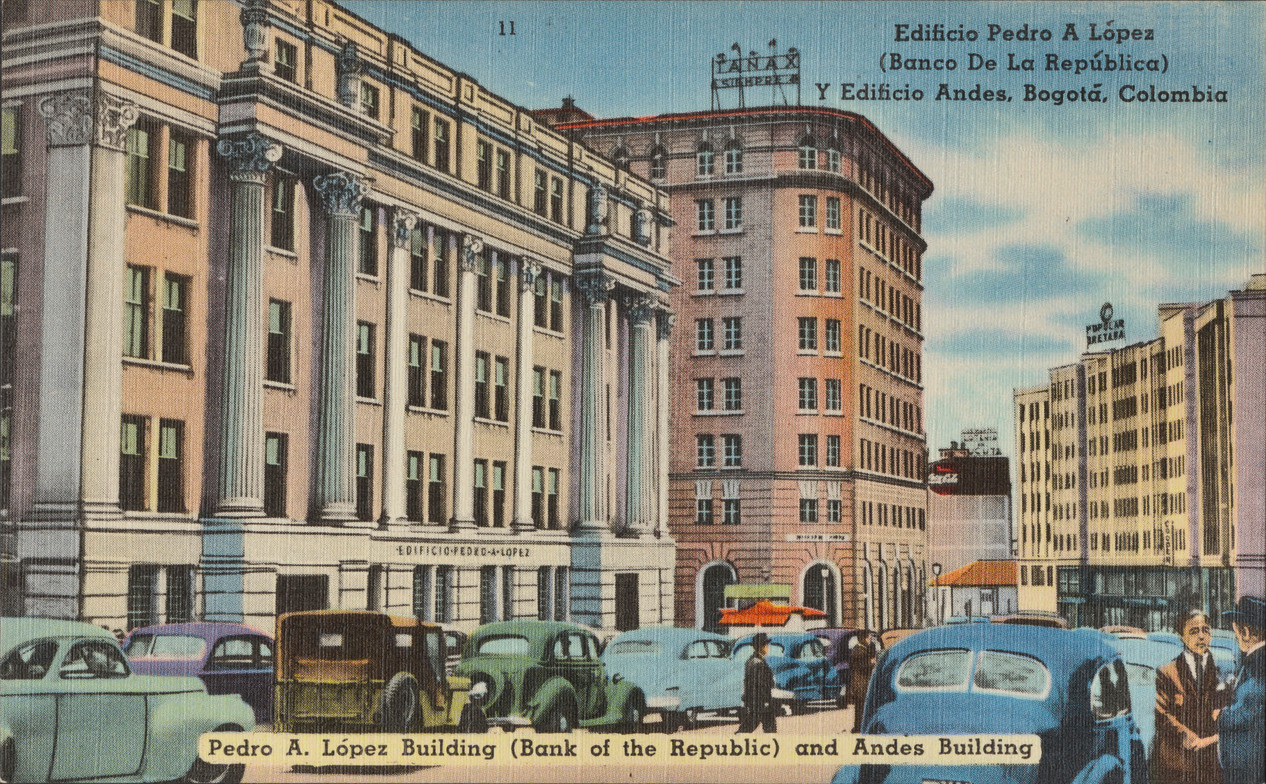
Postal de los años 1940 con el Edificio Pedro A. López
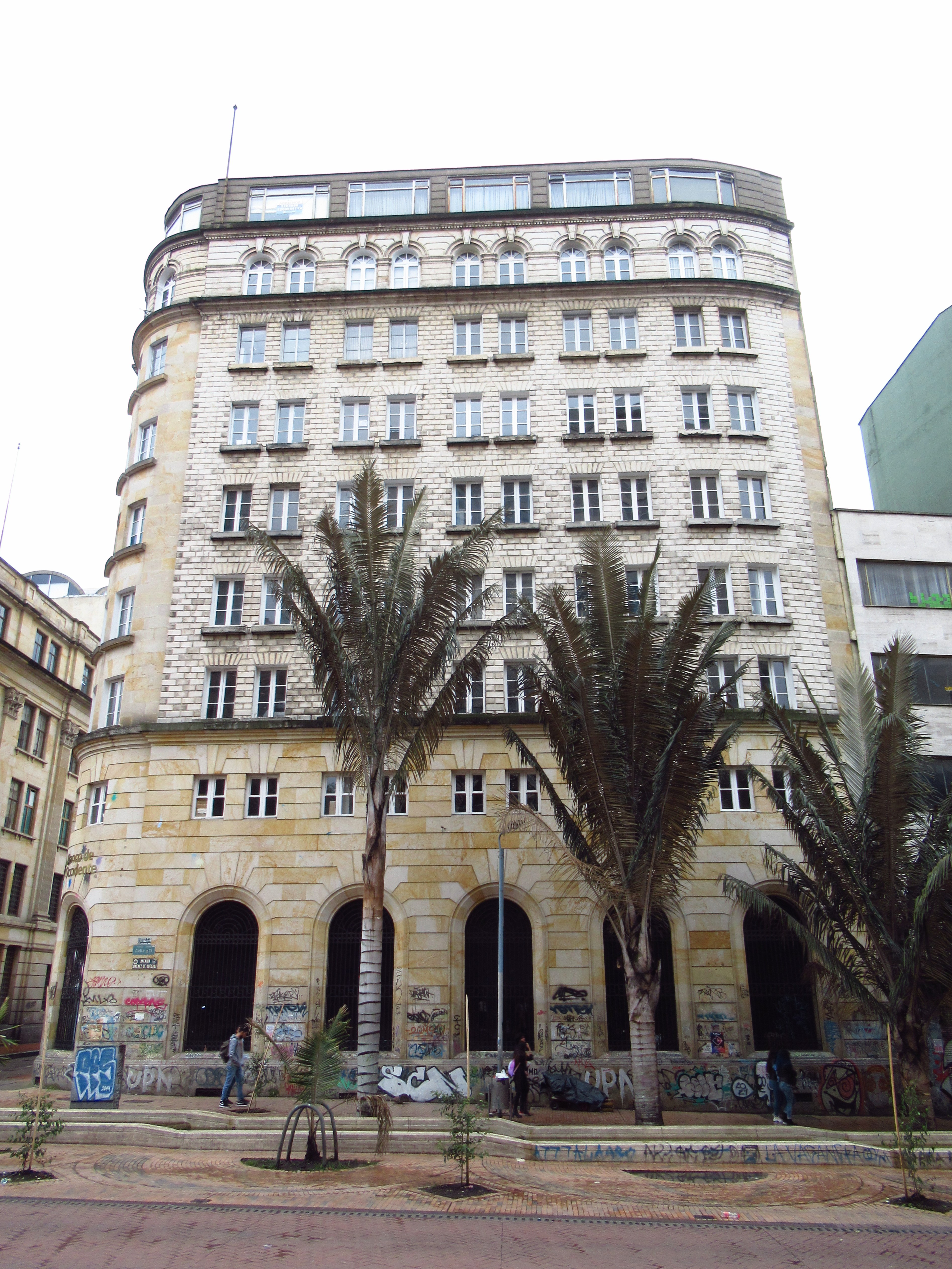
Costado norte en 2021
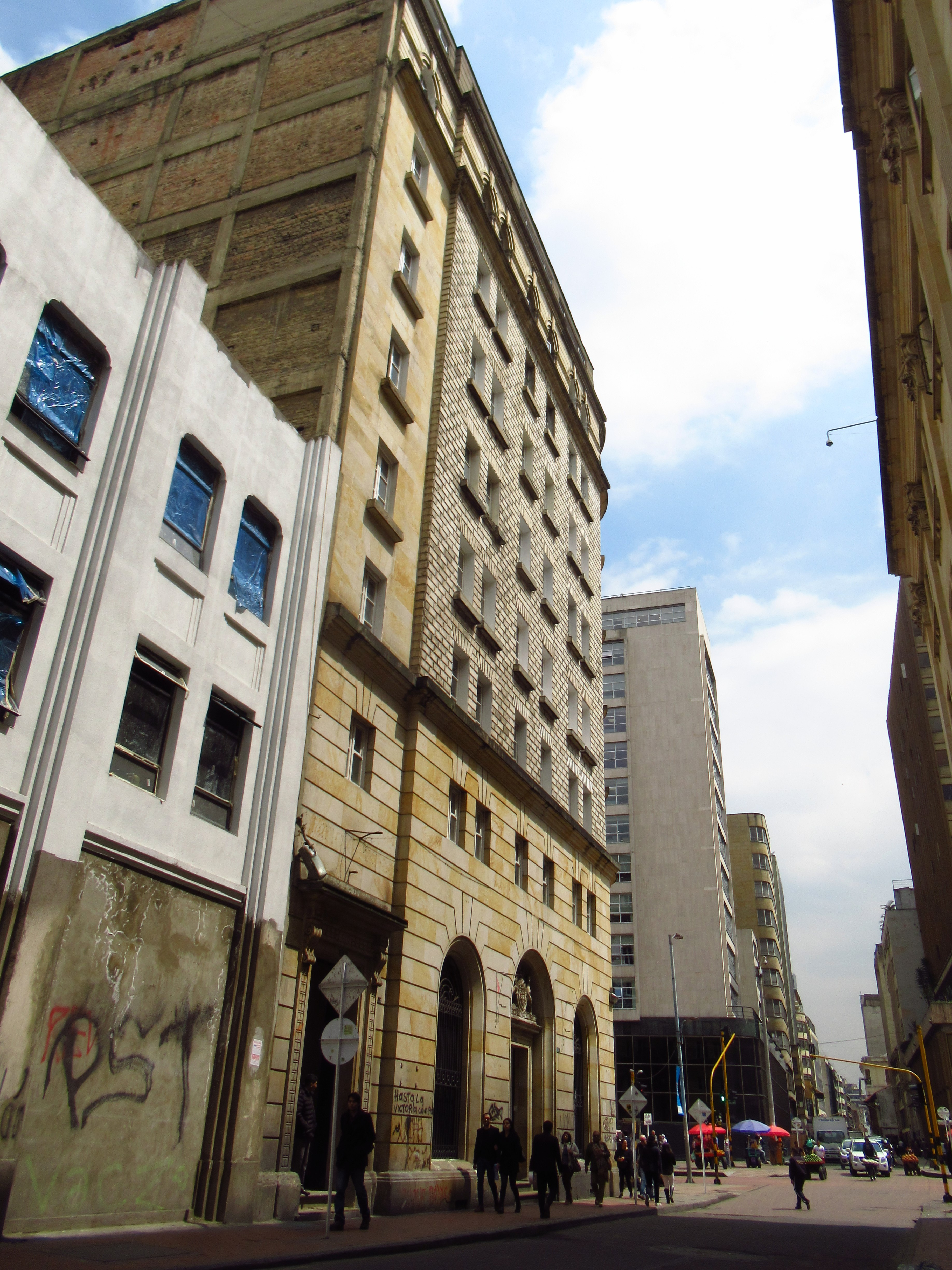
Estructura de cemento armado